# Super Bowl 50
Super Bowl 50 var den 50:e upplagan av Super Bowl, som är finalmatchen i NFL för säsongen 2015. De respektive vinnarna i konferenserna American Football Conference och National Football Conference möttes på Levi's Stadium den 7 februari 2016. Arenan är i vanliga fall hemmaplan för San Francisco 49ers.
Matchen har numrerats med den arabiska siffran 50 istället för den gängse romerska siffran som skulle varit L. Det är bland annat för att siffran uppfattades vara mer framträdande i marknadsföringen. Dessutom står L:et för "Loser", förlorare, i USA, i synnerhet i idrottsliga sammanhang.
Super Bowl 50 spelades mellan lagen Denver Broncos och Carolina Panthers. Denver vann med 24–10.
Redan innan matchen hade MVP Award delats ut till Cam Newton (Carolina Panthers).

## Underhållning

### Före matchen
Till ära av Super Bowl nummer 50 kom 40 av de 43 tidigare mest värdefulla spelarna att delta i ceremonin före matchen. Bart Starr (MVP i Super Bowl I och II) och Chuck Howley (MVP i Super Bowl V) deltog via video. Inga planer har tillkännagivits angående den under 2001 avlidna Harvey Martin (co-MVP i Super Bowl XII).
2 februari bekräftade NFL att Lady Gaga kommer att framföra nationalsången.

### Halvtidsshow
Sent i november 2015 dök det upp rapporter om "flera uppträdanden" i halvtidsshowen. 3 december bekräftade NFL att showens huvudnummer skulle bli Coldplay, vilket så skedde. 7 januari 2016 bekräftade Pepsi till Associated Press att Beyoncé, som var huvudnumret i halvtidsshowen Super Bowl XLVII och som samarbetar med Coldplay på singeln Hymn for the Weekend, kom att göra ett framträdande, vilket också gjordes. Bruno Mars, som var huvudnumret i halvtidsshowen Super Bowl XLVIII, kom också att framträda

## Domarstab
Super Bowl 50 kommer att ha följande funktionärer. Numret i parentes är det nummer domaren bär på tröjan.
- Huvuddomare: Clete Blakeman (34)
- Umpire: Jeff Rice (44)
- Huvudlinjedomare: Wayne Mackie (106)
- Linjedomare: Rusty Baynes (59)
- Fältdomare: Boris Cheek (41)
- Sidodomare: Scott Edwards (3)
- Bakdomare: Keith Ferguson (61)
- Reprisdomare: Charles Stewart
- Reprisassistent: Jimmy Oldham